# Herrnbräu
Herrnbräu GmbH is een brouwerij in Ingolstadt (Beieren), die zich vooral op Weizenbierspecialiteiten toespitst. Herrnbräu maakt deel uit van de holding BHB, Brauholding Bayern-Mitte AG, die sinds 2010 op de beurs van München is genoteerd.
De jaarlijkse bierproductie is ongeveer 210.000 hl. De bieren zijn in geheel Duitsland verkrijgbaar. Er is ook een Italiaanse dochteronderneming, Herrnbräu Italia Srl in Roncalceci. 

## Geschiedenis
In de 17e eeuw smolten een dozijn brouwerijen uit Ingolstadt samen tot de "Actienbrauerei", een van de eerste aandelenvennootschappen in Duitsland.
In 1882 werd de "Bürgerliches Brauhaus Ingolstadt AG" opgericht, die in 1899 de "Actienbrauerei" overnam. Na de Eerste Wereldoorlog nam de firma het "Weissbräuhaus" over, de enige brouwerij uit Ingolstadt die Weizenbier brouwde.

## Producten
- Herrnbräu: Sinds het midden van de jaren 1960 gebruikt de brouwerij deze merknaam voor een breed assortiment bieren. Het huidige (2018) assortiment omvat acht Weizenbiersoorten en acht bieren van lage gisting (pils, lager).
- Ingobräu (Lager): In 2008 heeft Herrnbräu de rechten verkregen op deze merknaam van de in 2007 gesloten brouwerij Ingobräu uit Ingolstadt.
- Bernadett Brunnen: onder deze merknaam brengt Herrnbräu niet-alcoholische dranken op de markt zoals mineraalwater, frisdranken en vruchtendranken. Ze gebruikt water uit eigen artesische bronnen.